# اللواء 14 مدرع (اليمن)
اللواء 14 مدرع (حرس جمهوري) هو لواء مدرع يمني كان يتبع الحرس الجمهوري، وفي 6 أغسطس 2012 تم ضمه إلى المنطقة العسكرية الوسطى (الثالثة حالياً)، يتمركز اللواء في محافظة مأرب.